# .50 BMG
.50 BMG, формално 0.50 inches Browning Machine Gun (0.50 инча картечница „Браунинг M2“), е името на голямокалибрени боеприпаси, използвани при тежки картечници и снайперови пушки.

## История
Името на патрона идва от картечницата „М2“, създадена от Джон Браунинг (разработил и този патрон), която използвала боеприпаси с този калибър. Наричан е още 12,7 x 99 mm NATO (0,5 инча = 12,7 mm). В служба е от 1914 година и е използван в многобройни конфликти (Първа и Втора световна война, Виетнамската война, операция „Пустинна буря“ и т.н.).
Патронът е създаден през Първата световна война от Джон Браунинг за употреба при самолетите, в отговор на изискванията за ново самолетно оръдие. Вече не се използва с тази цел, тъй като няма такава ефективност върху днешните бойни самолети, макар че точен изстрел би могъл да повреди или дори да свали самолет. Хеликоптери са още по-лесна мишена. Картечницата М2 „Браунинг“ се използва с голям успех през Втората световна война, а после е основната тежка картечница на страните от НАТО. По дизайн много прилича на по-предишното изобретение на Браунинг М1919, калибър .30-'06 Спрингфийлд (7.62 х 63 mm). М1919 е била основната лека картечница на САЩ през Втората световна война до 1970 година, макар че някои страни още я използват с калибър 7.62 х 51 mm НАТО. Самата идея за създаване на 50-калиброва картечница не е била нова, големите боеприпаси са били използвани в някои версии на „Максим“ и „Гатлинг“. М2 обаче е оцеляла и до днес и продължава да обсипва с огън в днешните войни.

## Рекорди
През Виетнамската война, американски снайперист на име Карлос Хатхок улучва враг от 2286 m с картечница „М2 Браунинг“ (.50) с монтиран оптически мерник отгоре. Това събитие дава началото на използването на този калибър в снайперските винтовки.
По-късно, в афганистанистанската война, при операция „Анаконда“ през 2002 година, канадският снайперист ефрейтор Роб Фърлонг убива член на оръжеен отряд на „Ал-Кайда“ (носещ лека картечница РПК) от 2430 m с американската снайперова пушка с ръчно действие на затвора McMillan TAC-50, използващ отново 50-и калибър. Този подвиг на прецизност бил изключително труден и чак след третия изстрел врагът бил поразен смъртоносно в торса (първият пропуснал целта, а вторият куршум ударил раницата на войника). Куршумът летял приблизително 4,5 секунди и се отклонил от правата линия близо 70 m надолу поради гравитацията. Атмосферните фактори на мястото, откъдето били произведени изстрелите, също били подходящи за такава далекобойна стрелба. Високата позиция на снайпериста (на височина 2432 m) осигурила ниска плътност на въздуха, което удължило обхвата на оръжието и боеприпасите, които използвал, с приблизително 600 m. Това е най-далечното потвърдено убийство до средата на 2017, когато този рекорд е надминат от изстрела на канадски войник, служещ в Ирак, поразил цел на 3540 m.

## Данни и способности
.50 BMG е изключително мощен патрон. Развива максимални скорости до 928 m/s и може да носи кинетична енергия до приблизително 20 200 J. Пробива метал, броня и бетон, без проблеми дори от повече от миля. Доказано е, че може да проникне през бронята на военни камиони и джипове. Бронебойните-запалителни и други подобни версии са специално разработени за пробиване на по-дебела броня, и може да спре някои бронетранспортьори. Направени са десетки пушки, използващи тези боеприпаси: Barrett M82, XM500, M95, M99, М200; Accuracy International AS50, AW50, AMAC-5100, EDM Windrunner и много други. Съветският съюз също е разработил подобен на .50 BMG патрон, наречен 12,7 х 108 mm, използван е в тежки картечници като: ДШК, ДШКМ, „Уйос“ (НСВ-12,7), КОРД и в снайперови пушки като ВССК, КСВК 12,7 и ОСВ-96.
Поради големите си размери, пробивни възможности и неоспорима огромна кинетична енергия, има погрешно схващане, че е забранено да се стреля с 50-и калибър BMG по човешки цели. Всъщност, няма такъв закон, дори не е забранено използването на запалителни и HE (High Explosive – Високо Експлозивни) боеприпаси за стрелба по хора.
В Калифорния, САЩ, е издаден регулационен акт, който ефективно забранява продажбата на всички видове пушки, използващи .50 BMG. Всъщност, в закона не се споменава нищо за забраната на други оръжия (освен пушките), като картечницата „Браунинг“, които са приспособени за 50-и калибър.